# Mesochorus anthracinus
Mesochorus anthracinus är en stekelart som beskrevs av Joseph Kriechbaumer 1890. Mesochorus anthracinus ingår i släktet Mesochorus och familjen brokparasitsteklar. Inga underarter finns listade i Catalogue of Life.